# Wayampi
Wayampi är ett tupí-guaraní-språk som talas i Franska Guyana och Brasilien. Språket anses vara hotat: det har ungefär 905 talare i Brasilien och 750 i Franska Guyana. Wayampi är ett av dem få ursprungsspråk som finns kvar vid gränsen mellan Brasilien och Frankrike sedan dokumentering startade på 1800-talet.
Alternativa namn för språket är wayampi, oyampi, wayãpy och waiãpi.
Wayampi skrivs med latinska alfabetet. Nya testamentet översattes till wayampi år 2015.

## Fonologi

### Konsonanter
|             | Labial | Alveolar | Palatal | Velar | Velar | Glottal |
| ----------- | ------ | -------- | ------- | ----- | ----- | ------- |
| Norm.       | Labial | Alveolar | Palatal | Vel.  |       | Glottal |
| Klusil      | p      | t        |         | k     | kw    | ʔ       |
| Nasal       | m      | n        |         | ŋ     |       |         |
| Frikativ    |        | s        |         |       |       | h       |
| Lateral     |        | l        |         |       |       |         |
| Approximant | w      |          | j       |       |       |         |

Källa:

### Vokaler
|            | Främre | Främre | Central | Central | Bakre  | Bakre  |
| Oral       | Nasal  | Oral   | Nasal   | Oral    | Nasal  |        |
| ---------- | ------ | ------ | ------- | ------- | ------ | ------ |
| Sluten     | i      | ĩ      |         |         | ɯ \| u | ɯ̃ \| ũ |
| Halvsluten | e      | ẽ      |         |         | o      | õ      |
| Öppen      |        |        | a       | ã       |        |        |

Källa: